# Tuinwijk (Bergen op Zoom)
Tuinwijk is een van de wijken in het noorden van Bergen op Zoom. In 2012 telde de wijk 2340 inwoners.